# Lepidosperma limicola
Lepidosperma limicola är en halvgräsart som beskrevs av Norman Arthur Wakefield. Lepidosperma limicola ingår i släktet Lepidosperma och familjen halvgräs. Inga underarter finns listade i Catalogue of Life.